# Ouratea discophora
Ouratea discophora là một loài thực vật có hoa trong họ Ochnaceae. Loài này được Ducke mô tả khoa học đầu tiên năm 1938.